# Mors-Thy Færgefart (Feggesund)
Feggesund Færgefart er en del af Mors-Thy Færgefart, overfarten betjenes med færgen M/F Feggesund, der er bygget på Hvide Sande Skibs- & Baadebyggeri. Færgen sejler mellem Feggesund på Mors og Arup på Thy, og forbinder dermed sekundærrute 581 på Mors med 581 på Thy.
M/F Feggesund er 53 meter lang og har plads til 98 passagerer og 19 personbiler - eller to lastbiler og syv personbiler. Overfartstiden er fem minutter.
Ruten har været betjent af følgende færger:
- Hannæs (1968-1996)
- Sallingsund (1999-2012) har tidligere sejlet på Sallingsund Færgefart
- Feggesund (2012-)